# Benz 12/30 PS
Der Benz 12/30 PS wurde 1909 dem kleineren Benz 10/30 PS als spezielles Droschkenmodell zur Seite gestellt.
Der Wagen war mit einem Vierzylinder-Reihenmotor mit 3020 cm³ Hubraum ausgestattet, der 32,5 PS (23,9 kW) bei 1800 min−1 entwickelte. Die Motorkraft wurde an über eine Lederkonuskupplung an ein Vierganggetriebe weitergeleitet und von dort über eine Kardanwelle an die Hinterräder. Die Höchstgeschwindigkeit lag bei 67 km/h, der Benzinverbrauch bei 17 l / 100 km.
Die Fahrzeuge waren nach wie vor mit Holzspeichenrädern und blattgefederten Starrachsen ausgestattet.

## Quelle
Werner Oswald: Mercedes-Benz Personenwagen 1886–1986. 4. Auflage. Motorbuch Verlag, Stuttgart 1987, ISBN 3-613-01133-6, S. 47.